# Клітра чотириплямиста
Клітра чотириплямиста (Clytra quadripunctata) — вид жуків з родини листоїдів, з підродини клітрин. 

## Поширення
Він мешкає в західній Палеарктиці з півночі Іспанії до Монголії.

## Спосіб життя
Жук мешкає в кронах листяних дерев і чагарників. Там ці жуки зустрічаються у великій кількості. Личинки живуть у чохликах, виготовлених з власних засохлих екскрементів і частинок навколишнього субстрату. Дуже часто вони мешкають в мурашниках, в які потрапляють різними шляхами. Найчастіше мурахи затягують в гнізда яйця, дуже схожі на насіння, а іноді і личинок. Личинки живляться детритом, але можуть поїдати яйця, личинок і лялечок мурашок. Довжина тіла 7-11,5 мм.